# Жан-Мари Гијо
Жан-Мари Гијо (фр. Jean-Marie Guyau; Лавал, 28. октобра 1854 — 31. марта 1888) био је француски филозоф и песник. Гијоа су инспирисали филозофи: Епикур, Епиктет, Платон, Имануел Кант, Херберт Спенсер и Алфред Фује, као и поезија и књижевност Пјера Корнеја, Виктора Ига и Алфреда де Мизеа.

## Живот
Гијо је први пут био изложен Платону и Канту, као и историји религија и филозофије у младости преко свог очуха, запаженог француског филозофа Алфреда Фујеа. С овим искуством, успео је да стекне диплому уметности са само 17 година, и у то време је превео Приручник за Епиктетa. Са 19 година објавио је свој Mémoire са 1300 страница који је годину дана касније 1874. године освојио награду Француске академије моралних и политичких наука и помогао му да стекне предавање за филозофију у Lycée Condorcet. Међутим, то је било кратко, јер је убрзо почео да пати од плућне болести. Након првих напада болести, отишао је у јужну Француску где је писао филозофска дела и поезију. Ту је остао до своје ране смрти у 33. години. Његова мајка, Августин Тулери (која се удала за Фујеа након Гијовог рођења), објавила је Le Tour de France par deux enfants 1877. године под псеудонимом Г. Бруно. Гијова супруга објављивала је кратке романе за младе под псеудонимом Пјер Улрих.

## Филозофија
Гијова дела првенствено анализирају и одговарају на модерну филозофију, посебно моралну. Увелико виђен као епикурејац, он је на енглески утилитаризам гледао као на модерну верзију епикурејства. Иако одушевљени поштовалац дела Џеремија Бентама и Џона Стјуарта Мила, није их поштедео пажљивог испитивања њиховог приступа моралу.
У свом Esquisse d'une morale sans obligation ni sanction, вероватно свом најважнијем раду на моралној теорији, он започиње од Фујеа, држећи се да утилитарне и позитивистичке школе, упркос томе што признају присуство неспознатљивог у моралној теорији, погрешно избацују појединачне хипотезе усмерене ка овом неспознатљивом. Наводи да свака ваљана теорија етике мора сматрати да се морална сфера састоји не само од моралних чињеница (утилитаристички приступ) већ и, што је још важније, од моралних идеја. С друге стране, за разлику од Фујеа, он не види да је ово неспознатљиво у стању да допринесе „принципу који практично ограничава понашање“, тј. „Пукој правди“ која се, како наводи, превише приближава кантовским појмовима дужности ; јер би нас ово, заузврат, вратило теорији моралне обавезе, од које, као што наслов говори, жели да ослободи моралну теорију. Велики део његове расправе посвећен је на чему се може заснивати морална теорија која ослобађа теоретичара морала ослањања на нпр. дужност, санкције и обавезе.
На пример, чини се да су једини прихватљиви „еквиваленти“ или „замене“ дужности, да се користи исти језик аутора La Liberté et le Déterminisme:
- Свест о нашој унутрашњој и супериорној моћи, на коју видимо да је дужност практично сведена.
- Утицај који идеје врше на акције.
- Све већа фузија осећајности и све социјалнији карактер наших задовољстава и туга.
- Љубав према ризику у акцији, којој ћемо показати значај који се до тада игнорисао.
- Љубав према метафизичкој хипотези, која представља својеврсни ризик размишљања.[1]

Гијо се такође занимао за естетску теорију, посебно за њену улогу у друштву и друштвеној еволуцији. Првенствено, Гијове теорије о естетици оповргавају идеју Имануела Канта да је естетска просудба незаинтересована и, у складу с тим, одвојена од способности ума одговорних за морално расуђивање. У часопису Les Problèmes de l'esthétique contemporaine, Гијо тврди да лепота заправо активира све димензије ума - чулну, интелектуалну и моралну. Естетске сензације су у потпуности повезане са животом и моралом. Оне су такође знак човекове самоактуализације. Супротно теорији Херберта Спенсера да је развој уметности показатељ пропадања друштва у целини, Гијо тврди да ће живот, како се друштво буде развијало, постајати све естетскији. У часопису L'Art au point de vue sociologique, Гијо тврди да сврха уметности није само стварање задовољства, већ стварање симпатија међу члановима друштва. Поред тога, он тврди да уметност има моћ да реформише друштва као и да их поново формира.

## Утицај
Иако је Гијо данас релативно опскурни филозоф, његов приступ филозофији зарадио је много похвала од оних који су знали за њега и његову филозофију. Будући да је ретко експлицитно објашњавао своју политичку идеологију, Гијо је приказан као социјалиста, анархиста и као слободарски либерал у стилу Џона Стјуарта Мила. Међутим, Гијо је јасно изразио републиканске симпатије у којима је похвалио Француску револуцију, поздравио промоцију грађанског и моралног образовања Треће Републике, описао гласање као „дужност“ и опрезно тврдио да демократија нуди повољне услове за креативни развој.
Он је извор појма аномије, који је нашао много користи у филозофији Гијовог савременика Емила Диркема, који је на њега налетео у рецензији Irréligion de l'avenir.  Диви му се и добро га цитира анархиста Петар Кропоткин, у Кропоткиновим делима о етици, где је Гијо описан као анархист. Петар Кропоткин посвећује читаво поглавље Гијоу у својој Ethics: Origin and Development, описујући Гијоово морално учење као „тако пажљиво замишљено и изложено у тако савршеном облику да је једноставно пренети његову суштину у неколико речи“, док га је амерички филозоф Џозаја Ројс сматрао „једним од најистакнутијих недавних француских филозофских критичара." 